# Тетраэдр

Тетраэдр

Тетра́эдр (др.-греч. τετράεδρον «четырёхгранник» ← τέσσαρες / τέσσερες / τέτταρες / τέττορες / τέτορες «четыре» + ἕδρα «седалище, основание») — простейший многогранник, гранями которого являются четыре треугольника.
Тетраэдр является треугольной пирамидой при принятии любой из граней за основание.
У тетраэдра 4 грани, 4 вершины и 6 рёбер.
Тетраэдр, у которого все грани — равносторонние треугольники, называется правильным. Правильный тетраэдр является одним из пяти правильных многогранников.

## Свойства
- Параллельные плоскости, проходящие через три пары скрещивающихся рёбер тетраэдра, определяют описанный около тетраэдра параллелепипед.

- Плоскость, проходящая через середины двух скрещивающихся рёбер тетраэдра, делит его на две равные по объёму части[3]:216-217.

- Бимедианы тетраэдра  пересекаются в той же самой точке, что и медианы тетраэдра.
  - Бимедианами тетраэдра называют отрезки, соединяющие середины его скрещивающихся рёбер (не имеющих общих вершин).

- Центры сфер, которые проходят через три вершины и инцентр, лежат на сфере, центр которой совпадает с центром описанной сферы.
  - Также это утверждение верно и для внешних инцентров.

- Плоскости, которые проходят через середину ребра и перпендикулярны противоположному ребру,пересекаются в одной точке (ортоцентр).
  - Ортоцентр в симплексе определяется как пересечение гиперплоскостей, которые перпендикулярны ребру и проходят через центр тяжести противоположного элемента.

- Центр сферы(F),которая проходит через центры тяжести граней тетраэдра, центр тяжести тетраэдра(M), центр описанной сферы(R) и ортоцентр (H) лежат на одной прямой. При этом {\displaystyle RM=MH=3\cdot MF}.

- Центр сферы (S) вписанный в дополнительный тетраэдр,центр сферы (N) вписанный в антидополнительный тетраэдр, центр тяжести тетраэдра (M) и центр вписанной сферы (I) лежат на одной прямой.

- Пусть точка G1 делит отрезок соединяющий ортоцентр(H) и вершину 1 в отношении 1:2. Опустим перпендикуляр с точки G1 на грань противолежащей вершине 1. Перпендикуляр пересекает грань в точке W1. Точки G1 и W1 лежат на сфере (сфере Фейербаха), которая проходит через центры тяжести граней тетраэдра.

- Сечение плоскостью, проходящей через середины четырёх рёбер тетраэдра, является параллелограммом.

## Типы тетраэдров

### Равногранный тетраэдр

Развёртка равногранного тетраэдра

Все грани его представляют собой равные между собой треугольники. Развёрткой равногранного тетраэдра является треугольник, разделённый тремя средними линиями на четыре равных треугольника. В равногранном тетраэдре основания высот, середины высот и точки пересечения высот граней лежат на поверхности одной сферы (сферы 12 точек) (Аналог окружности Эйлера для треугольника).
Свойства равногранного тетраэдра:
- Все его грани равны (конгруэнтны).
- Скрещивающиеся рёбра попарно равны.
- Трёхгранные углы равны.
- Противолежащие двугранные углы равны.
- Два плоских угла, опирающихся на одно ребро, равны.
- Сумма плоских углов при каждой вершине равна 180°.
- Развёртка тетраэдра — треугольник или параллелограмм.
- Описанный параллелепипед прямоугольный.
- Тетраэдр имеет три оси симметрии.
- Общие перпендикуляры скрещивающихся рёбер попарно перпендикулярны.
- Средние линии попарно перпендикулярны.
- Периметры граней равны.
- Площади граней равны.
- Высоты тетраэдра равны.
- Отрезки, соединяющие вершины с центрами тяжести противоположных граней, равны.
- Радиусы описанных около граней окружностей равны.
- Центр тяжести тетраэдра совпадает с центром описанной сферы.
- Центр тяжести совпадает с центром вписанной сферы.
- Центр описанной сферы совпадает с центром вписанной.
- Вписанная сфера касается граней в центрах описанных около этих граней окружностей.
- Сумма внешних единичных нормалей (единичных векторов, перпендикулярных к граням) равна нулю.
- Сумма всех двугранных углов равна нулю.
- Центры вневписанных сфер лежат на описанной сфере.

### Ортоцентрический тетраэдр
Все высоты, опущенные из вершин на противоположные грани, пересекаются в одной точке.
- Высоты тетраэдра пересекаются в одной точке.
- Основания высот тетраэдра являются ортоцентрами граней.
- Каждые два противоположных ребра тетраэдра перпендикулярны.
- Суммы квадратов противоположных рёбер тетраэдра равны.
- Отрезки, соединяющие середины противоположных рёбер тетраэдра, равны.
- Произведения косинусов противоположных двугранных углов равны.
- Сумма квадратов площадей граней вчетверо меньше суммы квадратов произведений противоположных рёбер.
- У ортоцентрического тетраэдра окружности 9 точек (окружности Эйлера) каждой грани принадлежат одной сфере (сфере 24 точек).
- У ортоцентрического тетраэдра центры тяжести и точки пересечения высот граней, а также точки, делящие отрезки каждой высоты тетраэдра от вершины до точки пересечения высот в отношении 2:1, лежат на одной сфере (сфере 12 точек).

### Прямоугольный тетраэдр
Все рёбра, прилежащие к одной из вершин, перпендикулярны между собой.
Прямоугольный тетраэдр получается отсечением тетраэдра плоскостью от прямоугольного параллелепипеда.

### Каркасный тетраэдр
Это тетраэдр, отвечающий любому из следующих условий:
- существует сфера, касающаяся всех рёбер,
- суммы длин скрещивающихся рёбер равны,
- суммы двугранных углов при противоположных рёбрах равны,
- окружности, вписанные в грани, попарно касаются,
- все четырёхугольники, получающиеся на развёртке тетраэдра, — описанные,
- перпендикуляры, восставленные к граням из центров вписанных в них окружностей, пересекаются в одной точке.

### Соразмерный тетраэдр
У этого типа бивысоты равны.
Свойства соразмерного тетраэдра:
- Бивысоты равны. Бивысотами тетраэдра называют общие перпендикуляры к двум скрещивающимся его рёбрам (рёбрам, не имеющим общих вершин).
- Проекция тетраэдра на плоскость, перпендикулярную любой бимедиане, есть ромб. Бимедианами тетраэдра называют отрезки, соединяющие середины его скрещивающихся рёбер (не имеющих общих вершин).
- Грани описанного параллелепипеда равновелики.
- Выполняются соотношения: {\displaystyle 4a^{2}{a_{1}}^{2}-(b^{2}+{b_{1}}^{2}-c^{2}-{c_{1}}^{2})^{2}=4b^{2}{b_{1}}^{2}-(c^{2}+{c_{1}}^{2}-a^{2}-{a_{1}}^{2})^{2}=4c^{2}{c_{1}}^{2}-(a^{2}+{a_{1}}^{2}-b^{2}-(b_{1})^{2})^{2}}, где {\displaystyle a} и {\displaystyle a_{1}}, {\displaystyle b} и {\displaystyle b_{1}}, {\displaystyle c} и {\displaystyle c_{1}} — длины противоположных рёбер.
- Для каждой пары противоположных рёбер тетраэдра плоскости, проведённые через одно из них и середину второго, перпендикулярны.
- В описанный параллелепипед соразмерного тетраэдра можно вписать сферу.

### Инцентрический тетраэдр
У этого типа отрезки, соединяющие вершины тетраэдра с центрами окружностей, вписанных в противоположные грани, пересекаются в одной точке.
Свойства инцентрического тетраэдра:
- Отрезки, соединяющие центры тяжести граней тетраэдра с противоположными вершинами (медианы тетраэдра), всегда пересекаются в одной точке. Эта точка — центр тяжести тетраэдра.
- Замечание. Если в последнем условии заменить центры тяжести граней на ортоцентры граней, то оно превратится в новое определение ортоцентрического тетраэдра. Если же заменить их на центры вписанных в грани окружностей, называемых иногда инцентрами, мы получим определение нового класса тетраэдров — инцентрических.
- Отрезки, соединяющие вершины тетраэдра с центрами окружностей, вписанных в противоположные грани, пересекаются в одной точке.
- Биссектрисы углов двух граней, проведённому к общему ребру этих граней, имеют общее основание.
- Произведения длин противоположных рёбер равны.
- Треугольник, образованный вторыми точками пересечения трёх рёбер, выходящих из одной вершины, с любой сферой, проходящей через три конца этих рёбер, является равносторонним.

### Правильный тетраэдр
Это равногранный тетраэдр, у которого все грани — правильные треугольники. Является одним из пяти платоновых тел.
Свойства правильного тетраэдра:
- все рёбра тетраэдра равны между собой,
- все грани тетраэдра равны между собой,
- периметры и площади всех граней равны между собой.
- Правильный тетраэдр является одновременно ортоцентрическим, каркасным, равногранным, инцентрическим и соразмерным.
- Тетраэдр является правильным, если он принадлежит к двум любым видам тетраэдров из перечисленных: ортоцентрический, каркасный, инцентрический, соразмерный, равногранный.
- Тетраэдр является правильным, если он является равногранным и принадлежит к одному из следующих видов тетраэдров: ортоцентрический, каркасный, инцентрический, соразмерный.
- В правильный тетраэдр можно вписать октаэдр, притом четыре (из восьми) грани октаэдра будут совмещены с четырьмя гранями тетраэдра, все шесть вершин октаэдра будут совмещены с центрами шести рёбер тетраэдра.
- Правильный тетраэдр состоит из одного вписанного октаэдра (в центре) и четырёх тетраэдров (по вершинам), причём рёбра этих тетраэдров и октаэдра вдвое меньше рёбер правильного тетраэдра.
- Правильный тетраэдр можно вписать в куб двумя способами, притом четыре вершины тетраэдра будут совмещены с четырьмя вершинами куба.
- Правильный тетраэдр можно вписать в додекаэдр, притом, четыре вершины тетраэдра будут совмещены с четырьмя вершинами додекаэдра.
- Скрещивающиеся рёбра правильного тетраэдра взаимно перпендикулярны.

## Объём тетраэдра
- Объём тетраэдра (с учётом знака), вершины которого находятся в точках {\displaystyle \mathbf {r} _{1}(x_{1},y_{1},z_{1}),} {\displaystyle \mathbf {r} _{2}(x_{2},y_{2},z_{2}),} {\displaystyle \mathbf {r} _{3}(x_{3},y_{3},z_{3}),} {\displaystyle \mathbf {r} _{4}(x_{4},y_{4},z_{4}),} равен

{\displaystyle V={\frac {1}{6}}{\begin{vmatrix}1&x_{1}&y_{1}&z_{1}\\1&x_{2}&y_{2}&z_{2}\\1&x_{3}&y_{3}&z_{3}\\1&x_{4}&y_{4}&z_{4}\end{vmatrix}}={\frac {1}{6}}{\begin{vmatrix}x_{2}-x_{1}&y_{2}-y_{1}&z_{2}-z_{1}\\x_{3}-x_{1}&y_{3}-y_{1}&z_{3}-z_{1}\\x_{4}-x_{1}&y_{4}-y_{1}&z_{4}-z_{1}\end{vmatrix}},}
или
{\displaystyle V={\frac {1}{3}}\ SH,}
где {\displaystyle S} — площадь любой грани, а {\displaystyle H} — высота, опущенная на эту грань.
- Объём тетраэдра через длины рёбер выражается с помощью определителя Кэли-Менгера:

{\displaystyle 288\cdot V^{2}={\begin{vmatrix}0&1&1&1&1\\1&0&d_{12}^{2}&d_{13}^{2}&d_{14}^{2}\\1&d_{12}^{2}&0&d_{23}^{2}&d_{24}^{2}\\1&d_{13}^{2}&d_{23}^{2}&0&d_{34}^{2}\\1&d_{14}^{2}&d_{24}^{2}&d_{34}^{2}&0\end{vmatrix}}.}
- Эта формула имеет плоский аналог для площади треугольника в виде варианта формулы Герона через аналогичный определитель.
- Объём тетраэдра через длины двух противоположных рёбер a и b, как скрещивающихся линий, которые удалены на расстояние h друг от друга и образуют друг с другом угол {\displaystyle \phi }, находится по формуле:

{\displaystyle V={\frac {1}{6}}abh\sin \phi .}
- Объём тетраэдра через длины трёх его рёбер a, b и c, выходящих из одной вершины и образующих между собой попарно соответственно плоские углы {\displaystyle \alpha ,\beta ,\gamma }, находится по формуле[5]

{\displaystyle V={\frac {1}{6}}\ abc{\sqrt {D}},}
где
{\displaystyle D={\begin{vmatrix}1&\cos \gamma &\cos \beta \\\cos \gamma &1&\cos \alpha \\\cos \beta &\cos \alpha &1\end{vmatrix}}.}
- Аналогом для плоскости последней формулы является формула площади треугольника через длины двух его сторон a и b, выходящих из одной вершины и образующих между собой угол {\displaystyle \gamma }:

{\displaystyle S={\frac {1}{2}}\ ab{\sqrt {D}},}
где
{\displaystyle D={\begin{vmatrix}1&\cos \gamma \\\cos \gamma &1\\\end{vmatrix}}.}

## Замечание
Есть аналог формулы Герона для объёма тетраэдра 

## Формулы тетраэдра в декартовых координатах в пространстве
Обозначения:
{\displaystyle \mathbf {r} _{1}(x_{1},y_{1},z_{1}),} {\displaystyle \mathbf {r} _{2}(x_{2},y_{2},z_{2}),}{\displaystyle \mathbf {r} _{3}(x_{3},y_{3},z_{3}),}{\displaystyle \mathbf {r} _{4}(x_{4},y_{4},z_{4})} — координаты вершин тетраэдра.
- Объём тетраэдра (с учётом знака):

{\displaystyle V={\frac {1}{6}}{\begin{vmatrix}1&x_{1}&y_{1}&z_{1}\\1&x_{2}&y_{2}&z_{2}\\1&x_{3}&y_{3}&z_{3}\\1&x_{4}&y_{4}&z_{4}\end{vmatrix}}}.
- Координаты центра тяжести (пересечение медиан): {\displaystyle \mathbf {r} _{T}(x_{T},y_{T},z_{T})}

{\displaystyle x_{T}={\frac {x_{1}+x_{2}+x_{3}+x_{4}}{4}};}{\displaystyle y_{T}={\frac {y_{1}+y_{2}+y_{3}+y_{4}}{4}};}{\displaystyle z_{T}={\frac {z_{1}+z_{2}+z_{3}+z_{4}}{4}}.}
- Координаты центра вписанной сферы: {\displaystyle \mathbf {r} _{r}(x_{r},y_{r},z_{r})}

{\displaystyle x_{r}={\frac {S_{1}x_{1}+S_{2}x_{2}+S_{3}x_{3}+S_{4}x_{4}}{S_{1}+S_{2}+S_{3}+S_{4}}};}{\displaystyle y_{r}={\frac {S_{1}y_{1}+S_{2}y_{2}+S_{3}y_{3}+S_{4}y_{4}}{S_{1}+S_{2}+S_{3}+S_{4}}};}{\displaystyle z_{r}={\frac {S_{1}z_{1}+S_{2}z_{2}+S_{3}z_{3}+S_{4}z_{4}}{S_{1}+S_{2}+S_{3}+S_{4}}},}
где {\displaystyle S_{1}} — площадь грани, противолежащей первой вершине, {\displaystyle S_{2}} — площадь грани, противолежащей второй вершине и так далее.
Соответственно уравнение вписанной сферы:
{\displaystyle (x-{\frac {S_{1}x_{1}+S_{2}x_{2}+S_{3}x_{3}+S_{4}x_{4}}{S_{1}+S_{2}+S_{3}+S_{4}}})^{2}+(y-{\frac {S_{1}y_{1}+S_{2}y_{2}+S_{3}y_{3}+S_{4}y_{4}}{S_{1}+S_{2}+S_{3}+S_{4}}})^{2}+(z-{\frac {S_{1}z_{1}+S_{2}z_{2}+S_{3}z_{3}+S_{4}z_{4}}{S_{1}+S_{2}+S_{3}+S_{4}}})^{2}=({\frac {3V}{S_{1}+S_{2}+S_{3}+S_{4}}})^{2},}
Уравнение вневписанной сферы, противолежащей первой вершине:
{\displaystyle (x-{\frac {-S_{1}x_{1}+S_{2}x_{2}+S_{3}x_{3}+S_{4}x_{4}}{-S_{1}+S_{2}+S_{3}+S_{4}}})^{2}+(y-{\frac {-S_{1}y_{1}+S_{2}y_{2}+S_{3}y_{3}+S_{4}y_{4}}{-S_{1}+S_{2}+S_{3}+S_{4}}})^{2}+(z-{\frac {-S_{1}z_{1}+S_{2}z_{2}+S_{3}z_{3}+S_{4}z_{4}}{-S_{1}+S_{2}+S_{3}+S_{4}}})^{2}=({\frac {3V}{-S_{1}+S_{2}+S_{3}+S_{4}}})^{2},}
Уравнение вневписанной сферы, противолежащей первой и второй вершинам (количество таких сфер может варьироваться от нуля до трёх):
{\displaystyle (x-{\frac {-S_{1}x_{1}-S_{2}x_{2}+S_{3}x_{3}+S_{4}x_{4}}{-S_{1}-S_{2}+S_{3}+S_{4}}})^{2}+(y-{\frac {-S_{1}y_{1}-S_{2}y_{2}+S_{3}y_{3}+S_{4}y_{4}}{-S_{1}-S_{2}+S_{3}+S_{4}}})^{2}+(z-{\frac {-S_{1}z_{1}-S_{2}z_{2}+S_{3}z_{3}+S_{4}z_{4}}{-S_{1}-S_{2}+S_{3}+S_{4}}})^{2}=({\frac {3V}{-S_{1}-S_{2}+S_{3}+S_{4}}})^{2},}
- Уравнение описанной сферы:

{\displaystyle {\begin{vmatrix}x^{2}+y^{2}+z^{2}&x&y&z&1\\x_{1}^{2}+y_{1}^{2}+z_{1}^{2}&x_{1}&y_{1}&z_{1}&1\\x_{2}^{2}+y_{2}^{2}+z_{2}^{2}&x_{2}&y_{2}&z_{2}&1\\x_{3}^{2}+y_{3}^{2}+z_{3}^{2}&x_{3}&y_{3}&z_{3}&1\\x_{4}^{2}+y_{4}^{2}+z_{4}^{2}&x_{4}&y_{4}&z_{4}&1\end{vmatrix}}=0.}

## Формулы тетраэдра в барицентрических координатах
Обозначения:
{\displaystyle \mathbf {J} (\alpha _{1},\alpha _{2},\alpha _{3},\alpha _{4})=\alpha _{1}\mathbf {J_{1}} +\alpha _{2}\mathbf {J_{2}} +\alpha _{3}\mathbf {J_{3}} +\alpha _{4}\mathbf {J_{4}} ,} — барицентрические координаты.
- Объём тетраэдра (с учётом знака): Пусть {\displaystyle \mathbf {J} _{1}(x_{1},y_{1},z_{1},t_{1}),\mathbf {J} _{2}(x_{2},y_{2},z_{2},t_{2}),\mathbf {J} _{3}(x_{3},y_{3},z_{3},t_{3}),\mathbf {J} _{4}(x_{4},y_{4},z_{4},t_{4}).} — координаты вершин тетраэдра.

Тогда
{\displaystyle V={\frac {\begin{vmatrix}x_{1}&y_{1}&z_{1}&t_{1}\\x_{2}&y_{2}&z_{2}&t_{2}\\x_{3}&y_{3}&z_{3}&t_{3}\\x_{4}&y_{4}&z_{4}&t_{4}\\\end{vmatrix}}{(x_{1}+y_{1}+z_{1}+t_{1})(x_{2}+y_{2}+z_{2}+t_{2})(x_{3}+y_{3}+z_{3}+t_{3})(x_{4}+y_{4}+z_{4}+t_{4})}}V',} где {\displaystyle V'} — объем базисного тетраэдра.
- Координаты центра тяжести (пересечение медиан): {\displaystyle \mathbf {J} _{T}(1,1,1,1).}

- Координаты центра вписанной сферы: {\displaystyle \mathbf {J} _{r}(S_{1},S_{2},S_{3},S_{4}).}

- Координаты центра описанной сферы:

{\displaystyle \mathbf {J} _{R}={\begin{vmatrix}0&\mathbf {J_{1}} &\mathbf {J_{2}} &\mathbf {J_{3}} &\mathbf {J_{4}} \\1&0&\alpha _{2,1}^{2}&\alpha _{3,1}^{2}&\alpha _{4,1}^{2}\\1&\alpha _{2,1}^{2}&0&\alpha _{3,2}^{2}&\alpha _{4,2}^{2}\\1&\alpha _{3,1}^{2}&\alpha _{3,2}^{2}&0&\alpha _{4,3}^{2}\\1&\alpha _{4,1}^{2}&\alpha _{4,2}^{2}&\alpha _{4,3}^{2}&0\\\end{vmatrix}}.}
- Расстояние между точками {\displaystyle \mathbf {J} _{A}(A_{1},A_{2},A_{3},A_{4}),\mathbf {J} _{B}(B_{1},B_{2},B_{3},B_{4})}:

Пусть {\displaystyle C_{1}={\frac {A_{1}}{A_{1}+A_{2}+A_{3}+A_{4}}}-{\frac {B_{1}}{B_{1}+B_{2}+B_{3}+B_{4}}};C_{2}={\frac {A_{2}}{A_{1}+A_{2}+A_{3}+A_{4}}}-{\frac {B_{2}}{B_{1}+B_{2}+B_{3}+B_{4}}}} и так далее.
Тогда расстояние между двумя точками: {\displaystyle d^{2}=-(C_{1}C_{2}\alpha _{1,2}^{2}+C_{1}C_{3}\alpha _{1,3}^{2}+C_{1}C_{4}\alpha _{1,4}^{2}+C_{2}C_{3}\alpha _{2,3}^{2}+C_{2}C_{4}\alpha _{2,4}^{2}+C_{3}C_{4}\alpha _{3,4}^{2}).}
- Уравнение плоскости по трём точкам:

Здесь и дальше будут приведённые координаты. 
{\displaystyle {\begin{vmatrix}x&y&z&t\\x_{1}&y_{1}&z_{1}&t_{1}\\x_{2}&y_{2}&z_{2}&t_{2}\\x_{3}&y_{3}&z_{3}&t_{3}\\\end{vmatrix}}=0.}
- Уравнение сферы по центру и радиусу:

{\displaystyle R^{2}=-((x-x_{0})(y-y_{0})\alpha _{1,2}^{2}+(x-x_{0})(z-z_{0})\alpha _{1,3}^{2}+(x-x_{0})(t-t_{0})\alpha _{1,4}^{2}+(y-y_{0})(z-z_{0})\alpha _{2,3}^{2}+(y-y_{0})(t-t_{0})\alpha _{2,4}^{2}+(z-z_{0})(t-t_{0})\alpha _{3,4}^{2}).}
- Уравнение плоскости по точке и вектору нормали:

{\displaystyle (\eta _{1}(y-y_{0})+\eta _{2}(x-x_{0}))\alpha _{1,2}^{2}+(\eta _{1}(z-z_{0})+\eta _{3}(x-x_{0}))\alpha _{1,3}^{2}+(\eta _{1}(t-t_{0})+\eta _{4}(x-x_{0}))\alpha _{1,4}^{2}+(\eta _{2}(z-z_{0})+\eta _{3}(y-y_{0}))\alpha _{2,3}^{2}+(\eta _{2}(t-t_{0})+\eta _{4}(y-y_{0}))\alpha _{2,4}^{2}+(\eta _{3}(t-t_{0})+\eta _{4}(z-z_{0}))\alpha _{3,4}^{2}=0.}
Так как вектор это разность двух точек(начало и конца вектора), то {\displaystyle \eta _{1}+\eta _{2}+\eta _{3}+\eta _{4}=0.}

## Сравнение формул треугольника и тетраэдра
| Площадь(Объём) | Площадь(Объём) |
| --- | --- |
| {\displaystyle S={\sqrt {-{\frac {1}{16}}{\begin{vmatrix}0&1&1&1\\1&0&a^{2}&b^{2}\\1&a^{2}&0&c^{2}\\1&b^{2}&c^{2}&0\\\end{vmatrix}}}}} | {\displaystyle V={\sqrt {{\frac {1}{288}}{\begin{vmatrix}0&1&1&1&1\\1&0&\alpha _{2,1}^{2}&\alpha _{3,1}^{2}&\alpha _{4,1}^{2}\\1&\alpha _{2,1}^{2}&0&\alpha _{3,2}^{2}&\alpha _{4,2}^{2}\\1&\alpha _{3,1}^{2}&\alpha _{3,2}^{2}&0&\alpha _{4,3}^{2}\\1&\alpha _{4,1}^{2}&\alpha _{4,2}^{2}&\alpha _{4,3}^{2}&0\\\end{vmatrix}}}}}, где {\displaystyle \alpha _{1,2}} — расстояние между вершинами 1 и 2 |
| {\displaystyle S={\frac {1}{2}}ah_{a}}                                                                                                 | {\displaystyle V={\frac {1}{3}}S_{1}H_{1}} |
| {\displaystyle S={\frac {1}{2}}ab\sin \gamma }                                                                                         | {\displaystyle V={\frac {2}{3}}{\frac {S_{1}S_{2}}{\alpha _{3,4}}}\sin(\phi _{1,2})}, где {\displaystyle \phi _{1,2}} — угол между гранями 1 и 2, {\displaystyle S_{1}} и {\displaystyle S_{2}} — площади граней, противолежащие вершинам 1 и 2 |
| Длина(площадь) биссектрисы | |
| {\displaystyle l_{c}={\frac {2ab\cos {\frac {\gamma }{2}}}{a+b}}}                                                                      | {\displaystyle L_{1,2}={\frac {2S_{1}S_{2}\cos({\frac {\phi _{1,2}}{2}})}{S_{1}+S_{2}}}} |
| Длина медианы | |
| {\displaystyle m_{c}={\frac {\sqrt {2a^{2}+2b^{2}-c^{2}}}{2}}}                                                                         | {\displaystyle m_{1}={\frac {\sqrt {3(\alpha _{1,2}^{2}+\alpha _{1,3}^{2}+\alpha _{1,4}^{2})-(\alpha _{2,3}^{2}+\alpha _{2,4}^{2}+\alpha _{3,4}^{2})}}{3}}} |
| Радиус вписанной окружности(сферы) | |
| {\displaystyle r={\frac {2S}{a+b+c}}}                                                                                                  | {\displaystyle r={\frac {3V}{S_{1}+S_{2}+S_{3}+S_{4}}}} |
| Радиус описанной окружности(сферы) | |
| {\displaystyle R={\frac {abc}{4S}}} | {\displaystyle R={\frac {S_{T}}{6V}}}, где {\displaystyle S_{T}} — площадь треугольника со сторонами {\displaystyle \alpha _{1,2}\alpha _{3,4},\alpha _{1,3}\alpha _{2,4},\alpha _{1,4}\alpha _{2,3}} |
| Теорема косинусов | |
| {\displaystyle \cos {\alpha }={\frac {b^{2}+c^{2}-a^{2}}{2bc}}}                                                                        | {\displaystyle \cos(\phi _{1,2})={\frac {A_{1,2}}{16S_{1}S_{2}}}}, где {\displaystyle \phi _{1,2}} — угол между гранями 1 и 2, {\displaystyle S_{1}} и {\displaystyle S_{2}} — площади граней, противолежащие вершинам 1 и 2, {\displaystyle A_{1,2}} — алгебраическое дополнение элемента {\displaystyle \alpha _{2,1}^{2}} матрицы {\displaystyle {\begin{pmatrix}0&1&1&1&1\\1&0&\alpha _{2,1}^{2}&\alpha _{3,1}^{2}&\alpha _{4,1}^{2}\\1&\alpha _{2,1}^{2}&0&\alpha _{3,2}^{2}&\alpha _{4,2}^{2}\\1&\alpha _{3,1}^{2}&\alpha _{3,2}^{2}&0&\alpha _{4,3}^{2}\\1&\alpha _{4,1}^{2}&\alpha _{4,2}^{2}&\alpha _{4,3}^{2}&0\\\end{pmatrix}}} |
| Теорема синусов | |
| {\displaystyle {\frac {a}{\sin \alpha }}={\frac {b}{\sin \beta }}={\frac {c}{\sin \gamma }}}                                           | {\displaystyle {\frac {S_{1}}{\Psi _{1}}}={\frac {S_{2}}{\Psi _{2}}}={\frac {S_{3}}{\Psi _{3}}}={\frac {S_{4}}{\Psi _{4}}}}, где {\displaystyle S_{1},S_{2},S_{3},S_{4}} — площади граней, противолежащие вершинам 1, 2, 3, 4, {\displaystyle \Psi ={\sqrt {\begin{vmatrix}1&-\cos(A)&-\cos(B)\\-\cos(A)&1&-\cos(C)\\-\cos(B)&-\cos(C)&1\\\end{vmatrix}}}}, где {\displaystyle A,B,C} — двугранные углы вершины. |
| Теорема о сумме углов треугольника(соотношение между двугранными углами тетраэдра)                                                     | |
| {\displaystyle \alpha +\beta +\gamma =180^{\circ }}                                                                                    | {\displaystyle {\begin{vmatrix}1&-\cos \left(\phi _{2,1}\right)&-\cos \left(\phi _{3,1}\right)&-\cos \left(\phi _{4,1}\right)\\-\cos \left(\phi _{2,1}\right)&1&-\cos \left(\phi _{3,2}\right)&-\cos \left(\phi _{4,2}\right)\\-\cos \left(\phi _{3,1}\right)&-\cos \left(\phi _{3,2}\right)&1&-\cos \left(\phi _{4,3}\right)\\-\cos \left(\phi _{4,1}\right)&-\cos \left(\phi _{4,2}\right)&-\cos \left(\phi _{4,3}\right)&1\\\end{vmatrix}}=0}, где {\displaystyle \phi _{1,2}} — угол между гранями 1 и 2 |
| Расстояние между центрами вписанной и описанной окружностей (сфер)                                                                     | |
| {\displaystyle R^{2}-d^{2}=2Rr} | {\displaystyle R^{2}-d^{2}={\frac {S_{1}S_{2}\alpha _{1,2}^{2}+S_{1}S_{3}\alpha _{1,3}^{2}+S_{1}S_{4}\alpha _{1,4}^{2}+S_{2}S_{3}\alpha _{2,3}^{2}+S_{2}S_{4}\alpha _{2,4}^{2}+S_{3}S_{4}\alpha _{3,4}^{2}}{(S_{1}+S_{2}+S_{3}+S_{4})^{2}}}}, где {\displaystyle S_{1},S_{2},S_{3},S_{4}} — площади граней, противолежащие вершинам 1, 2, 3, 4. Другая запись выражения: {\displaystyle R^{2}-d^{2}=2rT,} где {\displaystyle T} — расстояние между центром описанной сферы и центром сферы, проходящая через три вершины и инцентр. |

## Тетраэдр в неевклидовых пространствах

### Объём неевклидовых тетраэдров
Существует множество формул нахождения объёма неевклидовых тетраэдров. Например, формула Деревнина — Медных для гиперболического тетраэдра и формула Дж. Мураками для сферического тетраэдра. Объём тетраэдра в сферическом пространстве и в пространстве Лобачевского, как правило, не выражается через элементарные функции.

### Соотношение между двугранными углами тетраэдра
{\displaystyle \operatorname {det} \Psi >0} — для сферического тетраэдра.
{\displaystyle \operatorname {det} \Psi <0} — для гиперболического тетраэдра.
Где {\displaystyle \Psi ={\begin{pmatrix}1&-\cos(A_{2,1})&-\cos(A_{3,1})&-\cos(A_{4,1})\\-\cos(A_{2,1})&1&-\cos(A_{3,2})&-\cos(A_{4,2})\\-\cos(A_{3,1})&-\cos(A_{3,2})&1&-\cos(A_{4,3})\\-\cos(A_{4,1})&-\cos(A_{4,2})&-\cos(A_{4,3})&1\\\end{pmatrix}}} — матрица Грама для двугранных углов сферического и гиперболического тетраэдра.
{\displaystyle A_{i,j}} — угол между гранями, противолежащими i и j вершине.

### Теорема косинусов
{\displaystyle \cos(A_{i,j})=-{\frac {\Phi _{i,j}}{\sqrt {\Phi _{i,i}\Phi _{j,j}}}}} — для сферического и гиперболического тетраэдра.
{\displaystyle \cos(\alpha _{i,j})={\frac {\Psi _{i,j}}{\sqrt {\Psi _{i,i}\Psi _{j,j}}}}} — для сферического тетраэдра.
{\displaystyle \operatorname {ch} (\alpha _{i,j})={\frac {\Psi _{i,j}}{\sqrt {\Psi _{i,i}\Psi _{j,j}}}}} — для гиперболического тетраэдра.
Где
{\displaystyle \Phi ={\begin{pmatrix}1&\cos(\alpha _{2,1})&\cos(\alpha _{3,1})&\cos(\alpha _{4,1})\\\cos(\alpha _{2,1})&1&\cos(\alpha _{3,2})&\cos(\alpha _{4,2})\\\cos(\alpha _{3,1})&\cos(\alpha _{3,2})&1&\cos(\alpha _{4,3})\\\cos(\alpha _{4,1})&\cos(\alpha _{4,2})&\cos(\alpha _{4,3})&1\\\end{pmatrix}}} — матрица Грама для приведённых рёбер сферического тетраэдра.
{\displaystyle \Phi ={\begin{pmatrix}1&\operatorname {ch} (\alpha _{2,1})&\operatorname {ch} (\alpha _{3,1})&\operatorname {ch} (\alpha _{4,1})\\\operatorname {ch} (\alpha _{2,1})&1&\operatorname {ch} (\alpha _{3,2})&\operatorname {ch} (\alpha _{4,2})\\\operatorname {ch} (\alpha _{3,1})&\operatorname {ch} (\alpha _{3,2})&1&\operatorname {ch} (\alpha _{4,3})\\\operatorname {ch} (\alpha _{4,1})&\operatorname {ch} (\alpha _{4,2})&\operatorname {ch} (\alpha _{4,3})&1\\\end{pmatrix}}} — матрица Грама для приведённых рёбер гиперболического тетраэдра.
{\displaystyle \alpha _{i,j}} — приведенное расстояние между i и j вершин.
{\displaystyle \Psi _{i,j}} — алгебраическое дополнение матрицы {\displaystyle \Psi }.

### Теорема синусов
{\displaystyle {\frac {\Phi _{1,1}}{\Psi _{1,1}}}={\frac {\Phi _{2,2}}{\Psi _{2,2}}}={\frac {\Phi _{3,3}}{\Psi _{3,3}}}={\frac {\Phi _{4,4}}{\Psi _{4,4}}}} — для сферического и гиперболического тетраэдра.

### Радиус описанной сферы
{\displaystyle {\begin{vmatrix}1&\cos(\alpha _{2,1})&\cos(\alpha _{3,1})&\cos(\alpha _{4,1})&1\\\cos(\alpha _{2,1})&1&\cos(\alpha _{3,2})&\cos(\alpha _{4,2})&1\\\cos(\alpha _{3,1})&\cos(\alpha _{3,2})&1&\cos(\alpha _{4,3})&1\\\cos(\alpha _{4,1})&\cos(\alpha _{4,2})&\cos(\alpha _{4,3})&1&1\\1&1&1&1&{\frac {1}{\cos ^{2}(R)}}\\\end{vmatrix}}=0} — для сферического тетраэдра.
Другая запись выражения: {\displaystyle {\frac {1}{\cos(R)}}={\frac {|{\sqrt {\Phi _{1,1}}}{\overrightarrow {n_{1}}}+{\sqrt {\Phi _{2,2}}}{\overrightarrow {n_{2}}}+{\sqrt {\Phi _{3,3}}}{\overrightarrow {n_{3}}}+{\sqrt {\Phi _{4,4}}}{\overrightarrow {n_{4}}}|}{\sqrt {\operatorname {det} \Phi }}}}, где {\displaystyle {\overrightarrow {n_{1}}},{\overrightarrow {n_{2}}},{\overrightarrow {n_{3}}},{\overrightarrow {n_{4}}}} нормали граней тетраэдра.
Или с координатами вершин тетраэдра: {\displaystyle {\frac {1}{\cos(R)}}={\frac {|{\begin{vmatrix}0&{\overrightarrow {i_{1}}}&{\overrightarrow {i_{2}}}&{\overrightarrow {i_{3}}}&{\overrightarrow {i_{4}}}\\1&X_{1}&Y_{1}&Z_{1}&T_{1}\\1&X_{2}&Y_{2}&Z_{2}&T_{2}\\1&X_{3}&Y_{3}&Z_{3}&T_{3}\\1&X_{4}&Y_{4}&Z_{4}&T_{4}\\\end{vmatrix}}|}{\sqrt {\operatorname {det} \Phi }}}}.

{\displaystyle {\begin{vmatrix}1&\operatorname {ch} (\alpha _{2,1})&\operatorname {ch} (\alpha _{3,1})&\operatorname {ch} (\alpha _{4,1})&1\\\operatorname {ch} (\alpha _{2,1})&1&\operatorname {ch} (\alpha _{3,2})&\operatorname {ch} (\alpha _{4,2})&1\\\operatorname {ch} (\alpha _{3,1})&\operatorname {ch} (\alpha _{3,2})&1&\operatorname {ch} (\alpha _{4,3})&1\\\operatorname {ch} (\alpha _{4,1})&\operatorname {ch} (\alpha _{4,2})&\operatorname {ch} (\alpha _{4,3})&1&1\\1&1&1&1&{\frac {1}{\operatorname {ch} ^{2}(R)}}\\\end{vmatrix}}=0} — для гиперболического тетраэдра.

### Радиус вписанной сферы
{\displaystyle {\frac {1}{\sin ^{2}(r)}}={\frac {1}{\operatorname {det} \Phi }}(\Phi _{1,1}+\Phi _{2,2}+\Phi _{3,3}+\Phi _{4,4}+{}}
{\displaystyle {}+2{\sqrt {\Phi _{1,1}\Phi _{2,2}}}\cos(\alpha _{1,2})+2{\sqrt {\Phi _{1,1}\Phi _{3,3}}}\cos(\alpha _{1,3})+2{\sqrt {\Phi _{1,1}\Phi _{4,4}}}\cos(\alpha _{1,4})+{}}
{\displaystyle {}+2{\sqrt {\Phi _{2,2}\Phi _{3,3}}}\cos(\alpha _{2,3})+2{\sqrt {\Phi _{2,2}\Phi _{4,4}}}\cos(\alpha _{2,4})+2{\sqrt {\Phi _{3,3}\Phi _{4,4}}}\cos(\alpha _{3,4}))} —
для сферического тетраэдра.
Другая запись выражения:
{\displaystyle {\frac {1}{\sin(r)}}={\frac {|{\sqrt {\Phi _{1,1}}}{\overrightarrow {r_{1}}}+{\sqrt {\Phi _{2,2}}}{\overrightarrow {r_{2}}}+{\sqrt {\Phi _{3,3}}}{\overrightarrow {r_{3}}}+{\sqrt {\Phi _{4,4}}}{\overrightarrow {r_{4}}}|}{\sqrt {\operatorname {det} \Phi }}}},
где {\displaystyle {\overrightarrow {r_{1}}},{\overrightarrow {r_{2}}},{\overrightarrow {r_{3}}},{\overrightarrow {r_{4}}}} единичные радиус векторы вершин тетраэдра.
{\displaystyle {\frac {1}{\operatorname {sh} ^{2}(r)}}=-{\frac {1}{\operatorname {det} \Phi }}(\Phi _{1,1}+\Phi _{2,2}+\Phi _{3,3}+\Phi _{4,4}+{}}
{\displaystyle {}+2{\sqrt {\Phi _{1,1}\Phi _{2,2}}}\operatorname {ch} (\alpha _{1,2})+2{\sqrt {\Phi _{1,1}\Phi _{3,3}}}\operatorname {ch} (\alpha _{1,3})+2{\sqrt {\Phi _{1,1}\Phi _{4,4}}}\operatorname {ch} (\alpha _{1,4})+{}}
{\displaystyle {}+2{\sqrt {\Phi _{2,2}\Phi _{3,3}}}\operatorname {ch} (\alpha _{2,3})+2{\sqrt {\Phi _{2,2}\Phi _{4,4}}}\operatorname {ch} (\alpha _{2,4})+2{\sqrt {\Phi _{3,3}\Phi _{4,4}}}\operatorname {ch} (\alpha _{3,4}))} —
для гиперболического тетраэдра.

### Расстояние между центрами вписанной и описанной сфер
{\displaystyle {\frac {\cos(d)}{\sin(r)\cos(R)}}={\frac {{\sqrt {\Phi _{1,1}}}+{\sqrt {\Phi _{2,2}}}+{\sqrt {\Phi _{3,3}}}+{\sqrt {\Phi _{4,4}}}}{\sqrt {\operatorname {det} \Phi }}}} — для сферического тетраэдра.

### Формулы тетраэдра в барицентрических координатах
- Координаты центра вписанной сферы:

{\displaystyle \mathbf {J} _{r}({\sqrt {\Phi _{1,1}}},{\sqrt {\Phi _{2,2}}},{\sqrt {\Phi _{3,3}}},{\sqrt {\Phi _{4,4}}}).} — для сферического тетраэдра.
- Координаты центра описанной сферы:

{\displaystyle \mathbf {J} _{R}={\begin{vmatrix}0&\mathbf {J_{1}} &\mathbf {J_{2}} &\mathbf {J_{3}} &\mathbf {J_{4}} \\1&1&\cos(\alpha _{1,2})&\cos(\alpha _{1,3})&\cos(\alpha _{1,4})\\1&\cos(\alpha _{2,1})&1&\cos(\alpha _{2,3})&\cos(\alpha _{2,4})\\1&\cos(\alpha _{3,1})&\cos(\alpha _{3,2})&1&\cos(\alpha _{3,4})\\1&\cos(\alpha _{4,1})&\cos(\alpha _{4,2})&\cos(\alpha _{4,3})&1\\\end{vmatrix}}.} — для сферического тетраэдра.

## Тетраэдры в микромире
- Правильный тетраэдр образуется при sp3-гибридизации атомных орбиталей (их оси направлены в вершины правильного тетраэдра, а ядро центрального атома расположено в центре описанной сферы правильного тетраэдра), поэтому немало молекул, в которых такая гибридизация центрального атома имеет место, имеют вид этого многогранника.
- Молекула метана СН4.
- Ион аммония NH4+.
- Сульфат-ион SO42-, фосфат-ион PO43-, перхлорат-ион ClO4- и многие другие ионы.
- Алмаз C — тетраэдр с ребром, равным 2,5220 ангстрем.
- Флюорит CaF2, тетраэдр с ребром, равным 3,8626 ангстрем.
- Сфалерит, ZnS, тетраэдр с ребром, равным 3,823 ангстрем.
- Оксид цинка, ZnO.
- Комплексные ионы [BF4] -, [ZnCl4]2-, [Hg(CN)4]2-, [Zn(NH3)4]2+.
- Силикаты, в основе структур которых лежит кремнекислородный тетраэдр [SiO4]4-.

## Тетраэдры в живой природе

Тетраэдр из грецких орехов

Некоторые плоды, находясь вчетвером на одной кисти, располагаются в вершинах тетраэдра, близкого к правильному. Такая конструкция обусловлена тем, что центры четырёх одинаковых шаров, касающихся друг друга, находятся в вершинах правильного тетраэдра. Поэтому похожие на шар плоды образуют подобное взаимное расположение. Например, таким образом могут располагаться грецкие орехи.
Четыре острия семени якорца стелющегося находятся в вершинах тетраэдра таким образом что лежащее на земле семя всегда имеет одно острие направленное вверх.

## Тетраэдры в технике
- Тетраэдр образует жёсткую, статически определимую конструкцию. Тетраэдр, выполненный из стержней, часто используется в качестве основы для пространственных несущих конструкций пролётов зданий, перекрытий, балок, ферм. Стержни испытывают только продольные нагрузки.
- Прямоугольный тетраэдр используется в оптике. Если грани, имеющие прямой угол, покрыть светоотражающим составом или весь тетраэдр выполнить из материала с сильным светопреломлением, чтобы возникал эффект полного внутреннего отражения, то свет, направленный в грань, противоположную вершине с прямыми углами, будет отражаться в том же направлении, откуда он пришёл. Это свойство используется для создания уголковых отражателей, катафотов.
- Граф четверичного триггера представляет собой тетраэдр[9].

## Тетраэдры в философии
«Платон говорил, что наименьшие частицы огня суть тетраэдры».